# 貝爾福 (加利福尼亞州)
貝爾福（英語：Belfort）是位於美國加利福尼亞州莫諾縣的一個非建制地區。該地的面積和人口皆未知。

## 地理
貝爾福的座標為38°24′59″N 119°16′02″W / 38.41639°N 119.26722°W，而該地的平均海拔高度為3112米（即10210英尺）。